# Heppia conchiloba
Heppia conchiloba är en lavart som beskrevs av Zahlbr. Heppia conchiloba ingår i släktet Heppia och familjen Heppiaceae.   Inga underarter finns listade i Catalogue of Life.